# 中葡協定 (1554年)

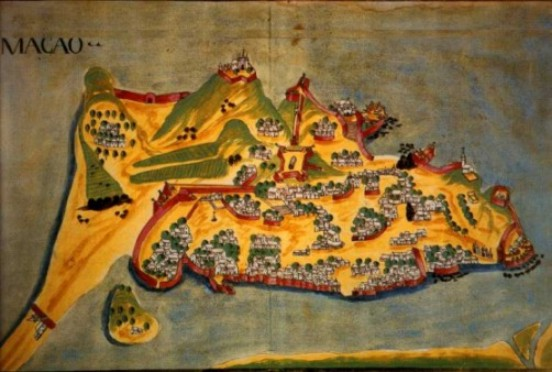
1639年的澳門半島

1554年的葡中協定（葡萄牙語：Acordo Luso-Chinês de 1554），也稱作汪柏-索薩議和、中葡第一項協議，是由葡萄牙貿易代表萊奧內爾·索薩與广州海道副使汪柏之間所達成的（口頭）贸易协定，由此使葡萄牙人憑藉向官府纳税，產生在澳門範圍（有說為「中國諸港」:46）的合法化對華贸易——葡人得澳門作為安全的避風港，可以安靜而無風險地開展貿易活動等。協定訂立，標誌著歷史上中葡关系間進入新階段，在此之前葡萄牙人在這一地區是被官府禁制貿易活動。 中國正統的文獻記述稱當時達成的該協議，是葡萄牙人私下通過賄賂廣州當地腐敗官員而簽訂，受部分歷史文獻記述及研究等認同該協定為「不正當」，另有諸多學術分析及研究觀點等，並無否定該約當時訂立的合法性，有所認為確實為葡國商人守法從善下與華之間進行友好通商貿易和入境居留等活動奠定法律基礎。 :92-94

## 背景
1517年逢值寧王之亂時，葡萄牙費爾南·佩雷茲·德·安德拉德就率隊出使明朝，力圖達成正式的雙邊貿易協定未果，並於1521年和1522年爆發系列衝突後，明廷將葡萄牙人的貿易活動視作走私並予以打擊，認定葡萄牙人是佛朗吉（法蘭克）海盗。後期廣東當局違反朝廷的政策，與被逐往浙閩後又被驅趕回來的葡人議和修好，並願意借地給他們居留、「建城設官而縣治之」，學術研究認為除卻官府沿襲蕃坊體制，也是因為時世宗皇帝所需配製春藥的原料龍涎香，屬於舶來品必須由外貿取得，而其時海禁貿易不暢，葡人縱橫馳騁印度洋和南洋，是為協助官府採香進貢朝廷的最佳來源，並可為地方官員升遷提供直接的政治經濟資本 。另有研究認為，當時葡人協助明廷「驅盜有功」而獲朝廷「封賞」，也屬其一有利葡人正式入華的因素。

## 過程
作為葡萄牙-日本貿易路線的特許長官的萊奧內爾·索薩，是於1552年到達廣東海岸，在當地獲悉所有外國人都可以通過向中國人納稅而進行（合法）貿易，但包括葡萄牙人在內的佛郎機除外，他們會被視為海盜。 索薩於是與官府談判，要求對方可對他們秉持願意遵守和平和付稅的預設，並懇請對方承諾更改這種「稱謂」。
嘉靖三十三年（1554年2月2日─1555年1月22日）12月，索薩委託西蒙·阿爾梅達（Simão de Almeida )與汪柏談判，達成非正式的口頭協議，使葡萄牙方在向官府繳納一定關稅的基礎上，獲認可對華貿易具合法地位。該協議達成唯一留存的書面證據，是索薩1556年寫給國王约翰三世弟弟路易王子的一封信，稟報他已和海道副使達成協定， ，當中表示葡萄牙人獲准在澳門登陸居住和建造房屋，並承諾向官府支付費用，亦不會在當地建造防禦工事。 :389:217-225作為中葡關係史上最重要的文件之一，該信件還記述了當時與汪柏之間曠日持久的談判，依照中國方面信源所稱，汪是接受葡萄牙人的「賄賂」下容許對方在廣州烘乾貨物同付稅。  記錄顯示當時雙方都有意尋求達成共識，如廣州港就因向外貿閉關而面臨著資源枯竭的問題。 據載當時索薩一方試圖談判只需被官府收取10% 的（貨品關稅）費用，汪柏就駁以20%強制費用的條件，但只附加於一半貨物計取，獲索薩同意。雙方達成協定維持關係和平後，葡人便可在廣州和中國其他地點無拘無束地與中國商民自由貿易:42:335，而1557年官府也認可澳门作為葡萄牙人的正式倉儲駐地。:27同時葡萄牙人在華名聲也有所改善，據稱時明朝廷一些要人也慕名前往廣州僅為見識葡人。索薩在1558年擔任澳門的第二任特許長官（相當於往後的澳门总督）。

## 備註
1. ↑  引錄自本段參考：索薩於1552年來到中國，按照季風來到的時間應在1552年7月至8月間（順風時間是4月至8月，航程一個月），若繼續航行赴日本，必須在中國等候10個月，利用第二年順風，即1553年6月至7月間赴日。而從日本回中國，順風為當年9月至第二年2月，即回到中國的時間應是1553年底或1554年年初，再在中國停留10個月，等到1554年10月至1555年2月的順風返回馬六甲（以上風汛時間據裴化行的《天主教16世紀在華傳教志》上編第6章，第124頁）。索薩在葡萄牙國王處獲得兩次赴日航海特許狀，一次是1552—1555年，另一次是1557—1558年，第一次僅去了中國而未去日本，因其主要任務是與中國議和。索薩信中稱他在中國輾轉三年，應是1552年、1553年、1554年，故知，索薩在返回馬六甲的順風期應是1554年10月至1555年2月。
2. ↑  見引文收錄，葡萄牙的聖塔倫子爵（Viscond de Santarém）於1845年起草文件內記述： 「一五五七年 ，(據我們的使者所述 ) ，應中國人自己的要求，葡萄牙人獲得了廣州官吏准許其在澳門經商的許可 ，並給予其往廣州的互市的權利」。

## 外部鏈接
- JM Braga，《莱昂内尔·德苏萨于 1554 年签订的第一份中葡条约》 （页面存档备份，存于） 。包括索薩提及1554年協議的信件的完整英文譯本。